# Le Born (Górna Garonna)
Born – miejscowość i gmina we Francji, w regionie Oksytania, w departamencie Górna Garonna.
Według danych na rok 1990 gminę zamieszkiwały 303 osoby, a gęstość zaludnienia wynosiła 28 osób/km² (wśród 3020 gmin regionu Midi-Pireneje Born plasuje się na 764. miejscu pod względem liczby ludności, natomiast pod względem powierzchni na miejscu 1028.).

## Zabytki

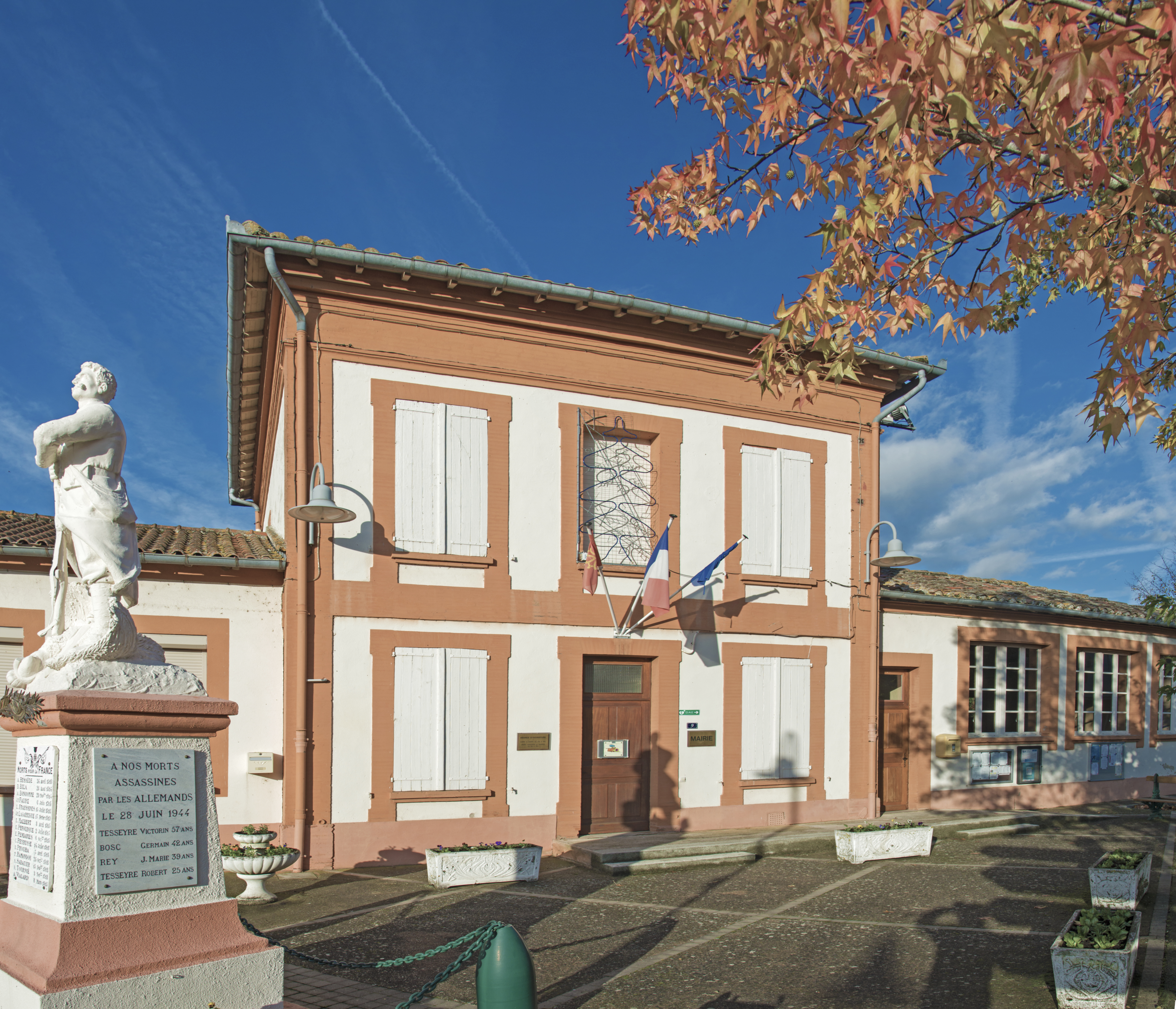
Ratusz
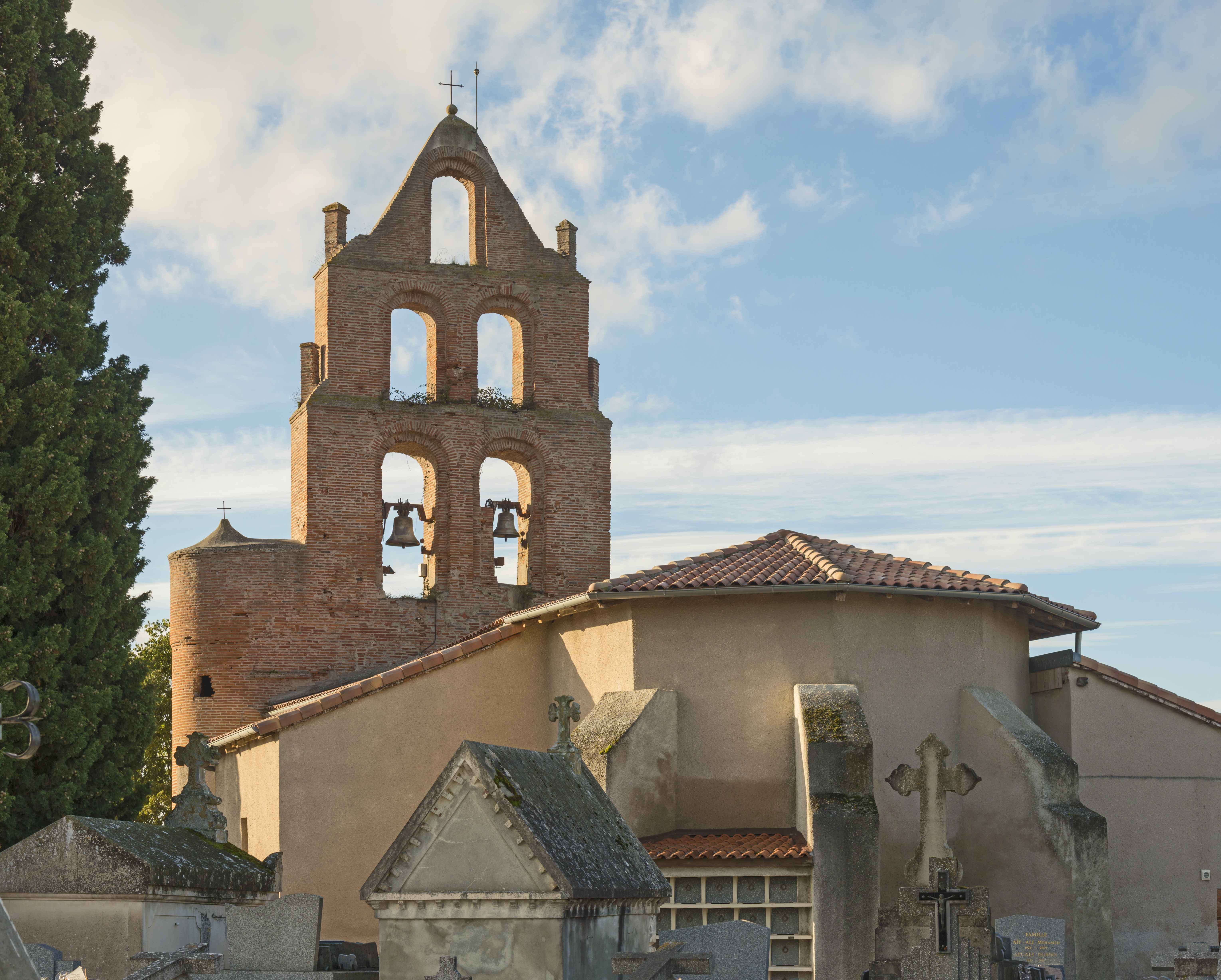
Kościół